# La Jana
La Jana è un comune spagnolo di circa 700 abitanti, situato nella comunità autonoma Valenciana.

## Storia
Si suppone che sia il sito in cui era situata Intibilis.
Secondo i bicchieri di Vicarello (o vasi Apollinari), Intibilis era una mansio situata sulla via Augusta all'incrocio con la via Herculea che portava da Peñiscola a Saragozza. Nei vasi Apollinari è riferita la distanza di "Intibilis" con Ildum (24 miglia romane) e con Dertosa (Tortosa) (27 miglia). La presenza di un insediamento romano sarebbe confermato dalla quantità di reperti romani ritrovati nell'area urbana. Il più importante è la statuina di bronzo di Ercole rinvenuta nel 1943 nella Plaza Mayor, che attesta l'esistenza di un oratorio per la protezione dei viaggiatori.
Formava parte de la baliato di Cervera. Fu signoria dell'Ordine di Malta dal 1233 al 1319, e in seguito signoria dell'Ordine di Montesa fino al XIX secolo. La carta puebla non è nota, risale probabilmente al decennio 1240; durante il periodo medievale fu una piccola comunità del baliato di Cervera. Nel 1540 divenne una città indipendente per decisione del Gran Maestre dell'ordine. Nel secolo XVIII, durante la Guerra di successione si schierò con Filippo di Borbón.

## Società

### Evoluzione demografica
Aveva 1.350 abitanti nel 1850, 2.232 nel 1900 e 908 nel 1994.
| 1990 | 1992 | 1994 | 1996 | 1998 | 2000 | 2002 | 2004 | 2005 | 2007 | 2008 | 2009 | 2010 |
| ---- | ---- | ---- | ---- | ---- | ---- | ---- | ---- | ---- | ---- | ---- | ---- | ---- |
| 955  | 921  | 908  | 848  | 823  | 812  | 792  | 820  | 828  | 828  | 830  | 820  | 799  |